# Didelfiídeos

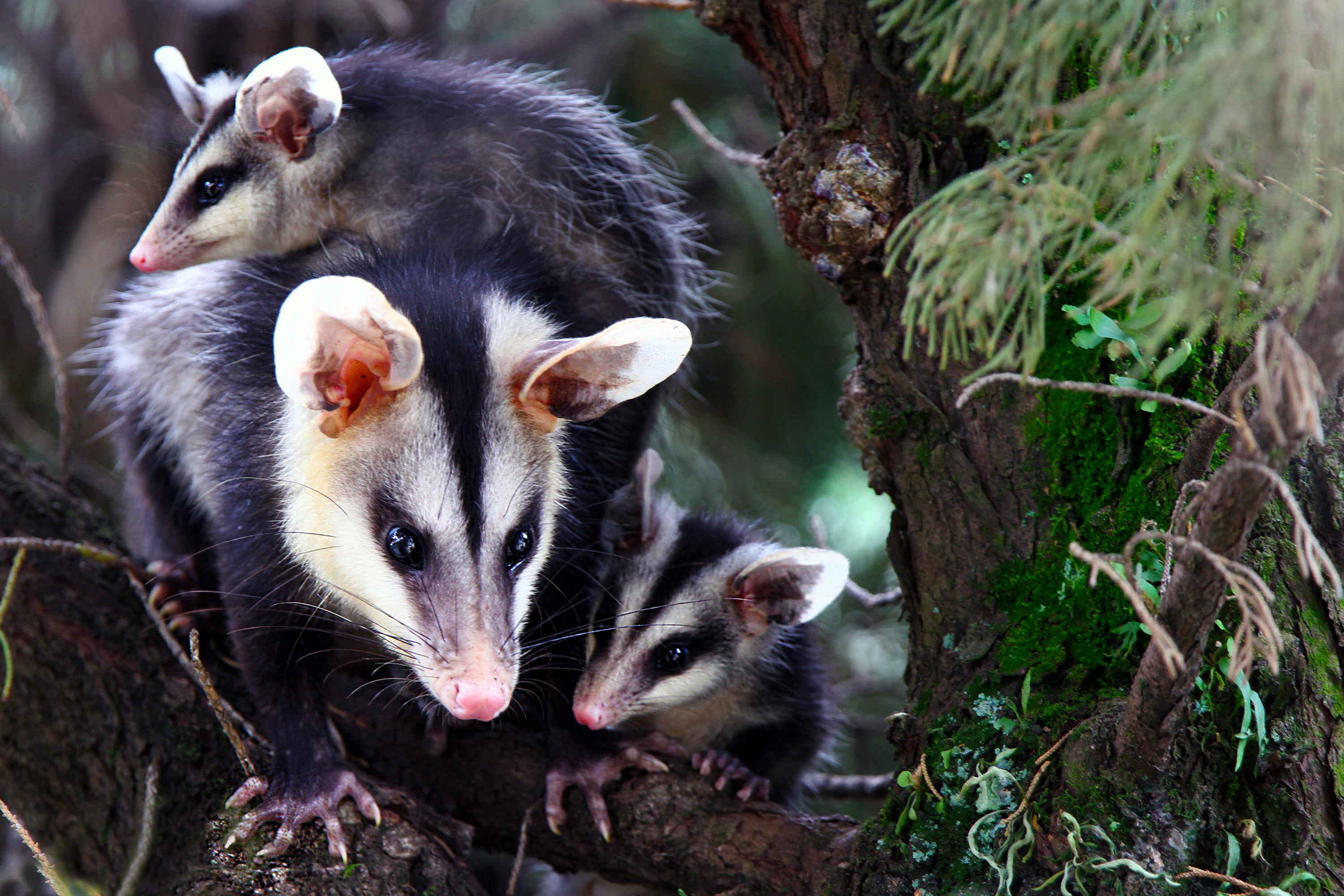
Um gambá-de-orelha-branca.

Didelfiídeos (nome científico: Didelphidae) é uma família à qual pertencem os gambás. É a única família da ordem Didelphimorphia, com mais de 60 espécies agrupadas em 15 géneros.

## Nomes

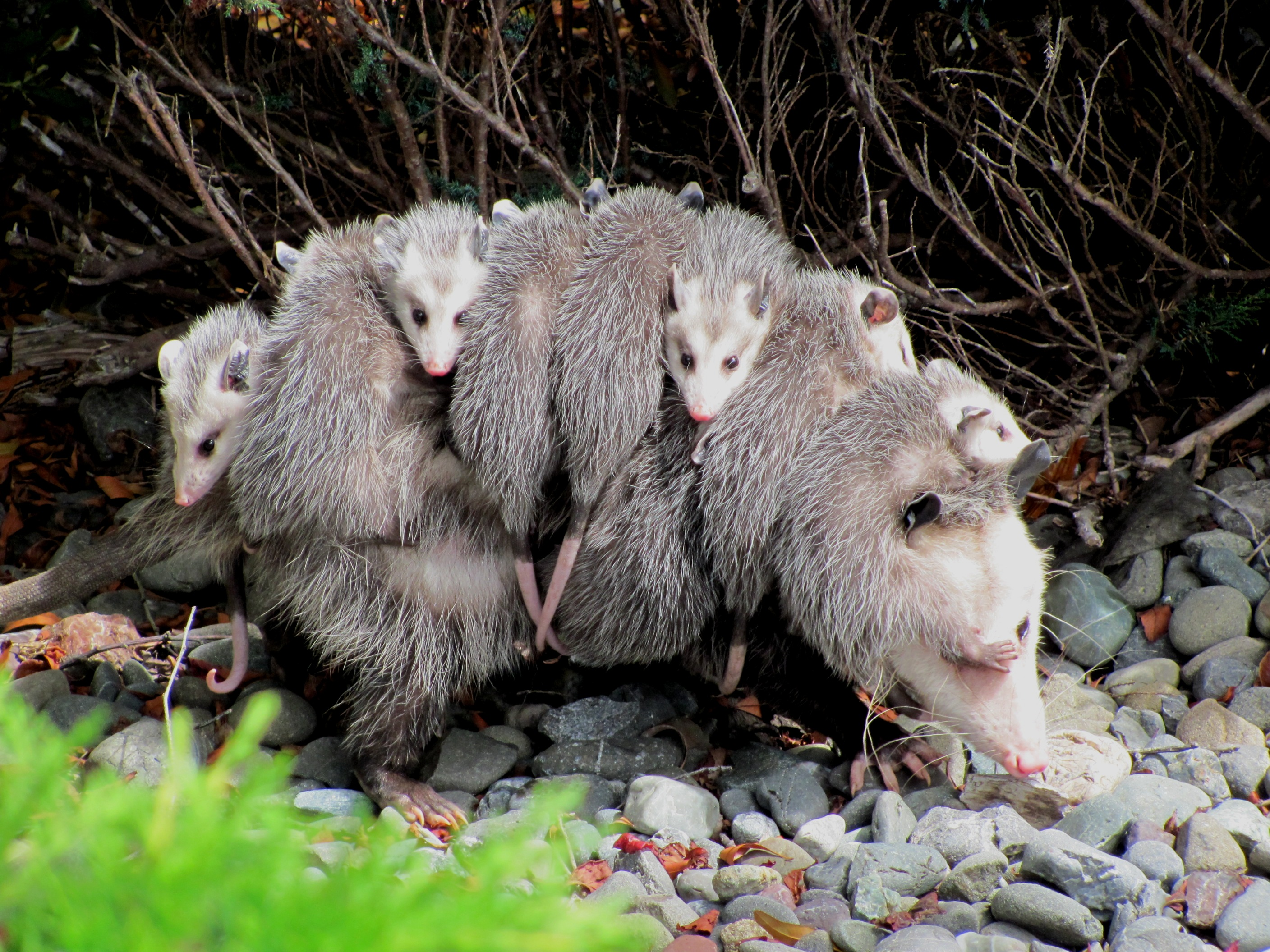
Uma mãe gambá (da espécie Didelphis virginiana) transportando seus filhotes

Vernaculamente, as espécies de grande porte do gênero Didelphis costumam ser chamados de gambás, os de porte médio (na comparação entre os animais da família Didelphidae) e pertencente a outros gêneros são chamadas de cuícas, e as de porte pequeno e que são facilmente confundidas com ratos (animais sem parentesco com os Didelphidae) são chamados de catitas.
Nos territórios lusófonos onde ocorrem tais animais existem variações regionais de vernáculos, por exemplo, em partes do Norte do Brasil os gambás são chamados de mucuras e em certas regiões do Brasil o termo catita não é usado para as espécies de pequeno porte e sim cuíca (ou seja a mesma designação vernácula para as espécies de porte médio).

## Características
Apesar das características comuns, este grupo radiou numa grande variedade de formas. Os seus parentes extintos eram ainda mais variados na sua morfologia e comportamento: havia um grupo de grandes carnívoros, com uma espécie parecida com os tigres de dentes de sabre, enquanto outro grupo aparentemente convergiu com os ratos-cangurus. São animais de pequeno a médio porte e, tal como os membros da ordem Paucituberculata, diferem dos seus parentes australianos por não apresentarem sindactilia, ou seja, não terem dedos unidos por pele, e por terem o hálux (o primeiro dedo das patas traseiras) parcialmente oponível aos outros dedos; ao contrário dos restantes dedos, que têm garras, este tem uma unha. Têm 5 dentes incisivos superiores e quatro inferiores, os caninos são grandes e os molares são trituberculados.  A cauda é preênsil, geralmente longa e escamosa. O focinho é alongado, a caixa craniana é pequena e, muitas vezes, apresenta uma crista sagital proeminente.

## Habitat
Os didelfiídeos encontram-se na maior parte dos habitats desde o nível do mar até altitudes superiores a 3000m, desde a estepe subárida até a savana e a floresta tropical. Várias espécies vivem principalmente nas árvores, muitas vivem no solo, enquanto que uma é aquática e tem as patas traseiras transformadas em nadadeiras (o gambá d'água, Chironectes minimus).

## Classificação

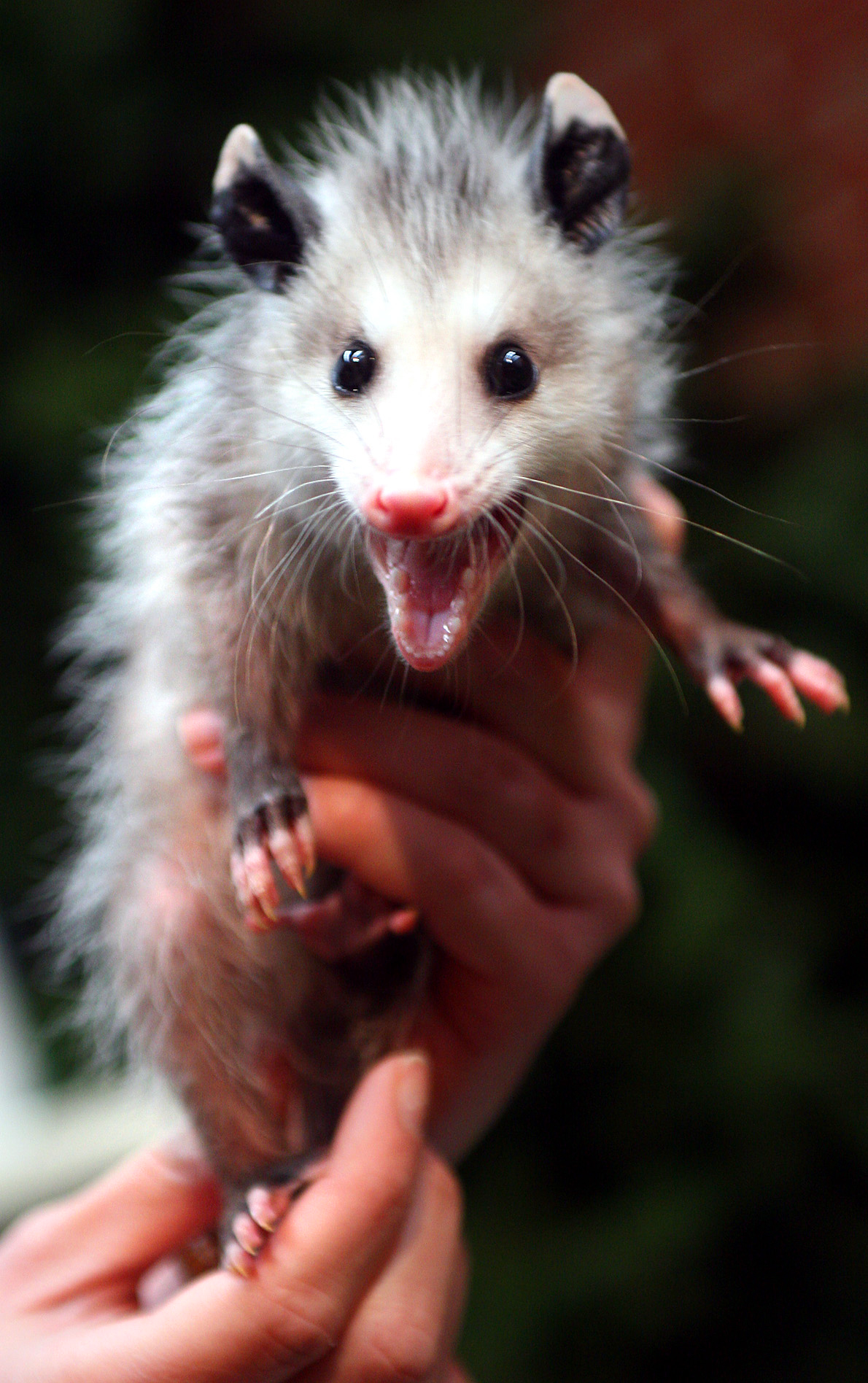
Um bebê didelfiídeo

Hershkovitz (1992) considerou, com base na morfologia molar, que Caluromysiops e Caluromys estariam em tribos completamente separadas. Estudos morfológicos (Sanchez-Lillagra e Wible, 1993) e moleculares (Jansa e Voss, 2001) indicaram que esses dois gêneros formam um grupo monofilético. O consenso atual é que Glironia, Caluromysiops e Caluromys, são intimamente relacionados e basais entre os Didelphidae (Cardillo et al., 2004). Voss e Jansa (2009) reclassificaram a família Didelphidae, separando em 4 subfamílias.
- Subfamília Glironiinae Voss & Jansa, 2009
  - Gênero Glironia Thomas, 1912 (1 espécie)
- Subfamília Caluromyinae Kirsch & Reig, 1977
  - Gênero Caluromys J. A. Allen, 1900 (3 espécies)
  - Gênero Caluromysiops Sanborn, 1951 (1 espécie)
- Subfamília Hyladelphinae Voss & Jansa, 2009
  - Gênero Hyladelphys Voss, Lunde & Simmons, 2001 (1 espécie)
- Subfamília Didelphinae Gray, 1821
  - Tribo Marmosini Hershkovitz, 1992
    - Gênero Marmosa Gray, 1821 (15 espécies)
    - Gênero Monodelphis Burnett, 1830 (22 espécies)
    - Gênero Tlacuatzin Voss & Jansa, 2003 (1 espécie)

  - Tribo Metachirini Hershkovitz, 1992
    - Gênero Metachirus Burmeister, 1834 (1 espécie)

  - Tribo Didelphini Gray, 1821
    - Gênero Chironectes Illiger, 1811 (1 espécie)
    - Gênero Didelphis Linnaeus, 1758 (6 espécies)
    - Gênero Lutreolina Thomas, 1910 (1 espécie)
    - Gênero Philander Brisson, 1762 (7 espécies)

  - Tribo Thylamyini Hershkovitz, 1992
    - Gênero Chacodelphys Voss, Jansa & Gardner, 2004 (1 espécie)
    - Gênero Cryptonanus Voss, Lunde & Jansa, 2005 (5 espécies)
    - Gênero Gracilinanus Gardner & Creighton, 1989 (6 espécies)
    - Gênero Lestodelphys Tate, 1934 (1 espécie)
    - Gênero Marmosops Matschie, 1916 (15 espécies)
    - Gênero Thylamys Gray, 1843 (10 espécies)